# Weißes Rauschen (Film)
Weißes Rauschen (Originaltitel White Noise) ist ein Mystery-Drama von Noah Baumbach, das Ende August 2022 als Eröffnungsfilm bei den Internationalen Filmfestspielen von Venedig seine Premiere feierte und im Wettbewerb um den Goldenen Löwen konkurrierte. Der Kinostart in Deutschland erfolgte am 8. Dezember 2022. Der Film basiert auf dem gleichnamigen Roman von Don DeLillo.

## Handlung

### Teil 1: Wellen und Strahlung
Im Jahr 1984 ist Jack Gladney Professor für Geschichte und Experte für Adolf Hitler. Er hat am College-on-the-Hill vor 16 Jahren die Abteilung für Hitler-Studien gegründet, hat aber nie selbst Deutsch gelernt, was eine Voraussetzung für seine Kurse ist. Als Professor wird er dennoch wie ein Guru gefeiert, während er zu Hause weit weniger Ehrfurcht erfährt. Er und seine vierte Ehefrau Babette, für die es ebenfalls die vierte Ehe ist, bilden mit vier Kindern eine Patchwork-Familie: Der 14-jährige Heinrich und Steffie stammen aus Jacks erster und dritter Ehe, Denise aus Babettes zweiter Ehe, und sie haben einen gemeinsamen Sohn, den 6-jährigen Wilder. Der analytisch veranlagte Heinrich kommt ganz nach Jack, und Steffie ist ein sensibles Mädchen.
Jack und Babette sind angesichts ihres fortschreitenden Alters ein wenig paranoid. Babette hat auf dem Schwarzmarkt Dylar organisiert, eine Droge, die unter Todesangst lebenden Menschen helfen soll, und ist süchtig danach geworden. Sie versucht, dies geheimzuhalten, aber Denise findet es heraus und informiert Jack.

### Teil 2: Der luftübertragene toxische Vorfall
In der Nähe des Wohnorts der Gladneys fährt ein Tanklaster mit einer brennbaren Ladung in einen Güterzug mit Waggons voller Giftstoffe. Durch den Chemieunfall breitet sich eine zunächst dünne Wolke aus, die von den Medien bald zu einem „Airborne Toxic Event“ aufgewertet wird. Die Menschen sollen evakuiert werden, daraufhin macht sich Panik breit. Die Gladneys fahren ebenfalls auf die Autobahn. Als der Sprit zur Neige geht, verlässt Jack das Auto für zweieinhalb Minuten zum Tanken. Dabei kommt er mit der Wolke in Kontakt. Die Familie kommt zur Quarantäne in ein Camp, das sie nach einiger Zeit wieder im Auto verlässt, als dort Panik ausbricht. Auf dem Weg durch den Wald geraten sie in einen Fluss, schaffen es aber, herauszukommen. In der Stadt kommen sie erneut in Quarantäne.

### Teil 3: Dylarama
Nach neun Tagen besteht keine Gefahr mehr und der Alltag kehrt zurück. Jack macht sich aber zunehmend Gedanken darüber, dass er mit dem Gift in Kontakt gekommen ist. Babettes Angst verstärkt sich mehr und mehr. Denise zeigt Jack Babettes verstecktes Dylar. Da das Mittel offenbar unbekannt ist, lässt er eine entwendete Tablette von einer Kollegin analysieren. Sie findet heraus, dass es sich um ein inoffizielles Psychopharmakon mit Depotwirkung handelt. Jack konfrontiert Babette mit seinem Wissen. Sie gesteht, dass sie an einer klinischen Studie einer kleinen Firma, die geheime Forschung auf dem Gebiet der Psychobiologie betreibt, teilgenommen hat. Ihre Vergesslichkeit ist eine Nebenwirkung der Tabletteneinnahme. Als die Studie aus rechtlichen und ethischen Gründen abgebrochen werden sollte, weigerte sich Babette, das zu akzeptieren. Um weiterhin an das Medikament zu gelangen, beging sie mit dem Projektmanager „Dr. Gray“ regelmäßig über mehrere Monate in einem Motelzimmer „einen Fehltritt“ – so lange, bis klar wurde, dass das Medikament bei ihr doch nicht wie geplant wirken würde, und ihr die Angst vor dem Tod nicht genommen hat. Jack, der Angst vor dem Tod hat, will das Dylar auch ausprobieren und wühlt dafür im Müll herum, weil Denise es mittlerweile weggeworfen hat. Dabei findet er eine Zeitungsanzeige zu der klinischen Studie. Unter der dort angegebenen Telefonnummer bekommt er auf seinen Wunsch, Dylar kaufen zu wollen, ein Zimmer in einem Motel genannt. Jack nimmt eine Pistole mit. Als er im Motel „Dr. Gray“ sieht, bemerkt er, dass dieser die Person ist, die ihm öfter in Halluzinationen erschienen ist. Jack schießt zweimal auf ihn und legt die Pistole in dessen Hand. Babette kommt unerwartet dazu und Mr. Gray schießt mit der zuletzt verbliebenen Patrone auf sie und Jack. Beide werden leicht verletzt. Sie bringen den verwirrten „Dr. Gray“, der glaubt, sich seine Verletzungen selbst beigebracht zu haben, in eine Notfallaufnahme, die von deutschen Nonnen geleitet wird. Dort werden auch sie behandelt. Sie versöhnen sich.

## Produktion

### Literarische Vorlage

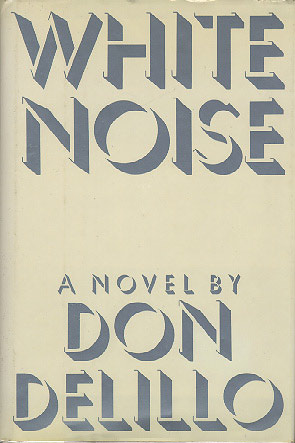
Der Film basiert auf dem Roman White Noise von Don DeLillo

Der Film basiert auf dem Roman White Noise von Don DeLillo aus dem Jahr 1985, der 1987 in einer deutschen Übersetzung von Helga Pfetsch bei Kiepenheuer & Witsch unter dem Titel Weißes Rauschen veröffentlicht wurde. In der Vergangenheit wurden bereits mehrere seiner Romane verfilmt, so 2012 Cosmopolis von David Cronenberg und 2016 The Body Artist von Benoît Jacquot.

### Filmstab und Besetzung
Regie führte Noah Baumbach, der auch DeLillos Roman für den Film adaptierte. Er hatte White Noise Ende der 1980er Jahre während seiner Zeit am College das erste Mal gelesen. Seiner Meinung nach sei das Buch zeitlos. Es fange „die Absurdität, den Horror und den Wahnsinn Amerikas zur damaligen Zeit perfekt ein“, ebenso wie im Frühjahr 2020. Kurz vor Beginn der COVID-19-Pandemie las es Baumbach ein weiteres Mal. Er adaptierte es daraufhin für die Kinoleinwand. Er wollte einen Film machen, der sich so verrückt anfühlte, wie ihm die Welt erschien. „Es ist ein Porträt eines Landes, aber es ist auch die Geschichte einer Familie, des Chaos’, das sie zu verbergen versuchen, der Katastrophen, die ihnen widerfahren, der Art und Weise, wie sie zusammenkommen und überleben“, so der Filmemacher über den Stoff.
Adam Driver spielt in der Hauptrolle den Geschichtsprofessor Jack Gladney. Er war auch in Baumbachs letztem Film Marriage Story in der Hauptrolle zu sehen. Greta Gerwig, die in seinem Film Frances Ha neben Driver in der Titelrolle zu sehen war, spielt seine Ehefrau Babette. May Nivola spielt seine jüngere Tochter Steffie, deren Bruder Sam Nivola den 14-jährigen Heinrich. Sie sind die Kinder von Schauspieler Alessandro Nivola, der ebenfalls im Film zu sehen ist. Die Zwillinge Henry und Dean Moore spielen den 6-jährigen gemeinsamen Sohn Wilder. Der deutsche Schauspieler Lars Eidinger ist in der Rolle von Arlo Shell zu sehen. Don Cheadle spielt Professor Murray Siskind, einen Kollegen von Jack am College-on-the-Hill.

### Dreharbeiten, Choreografie und Filmmusik

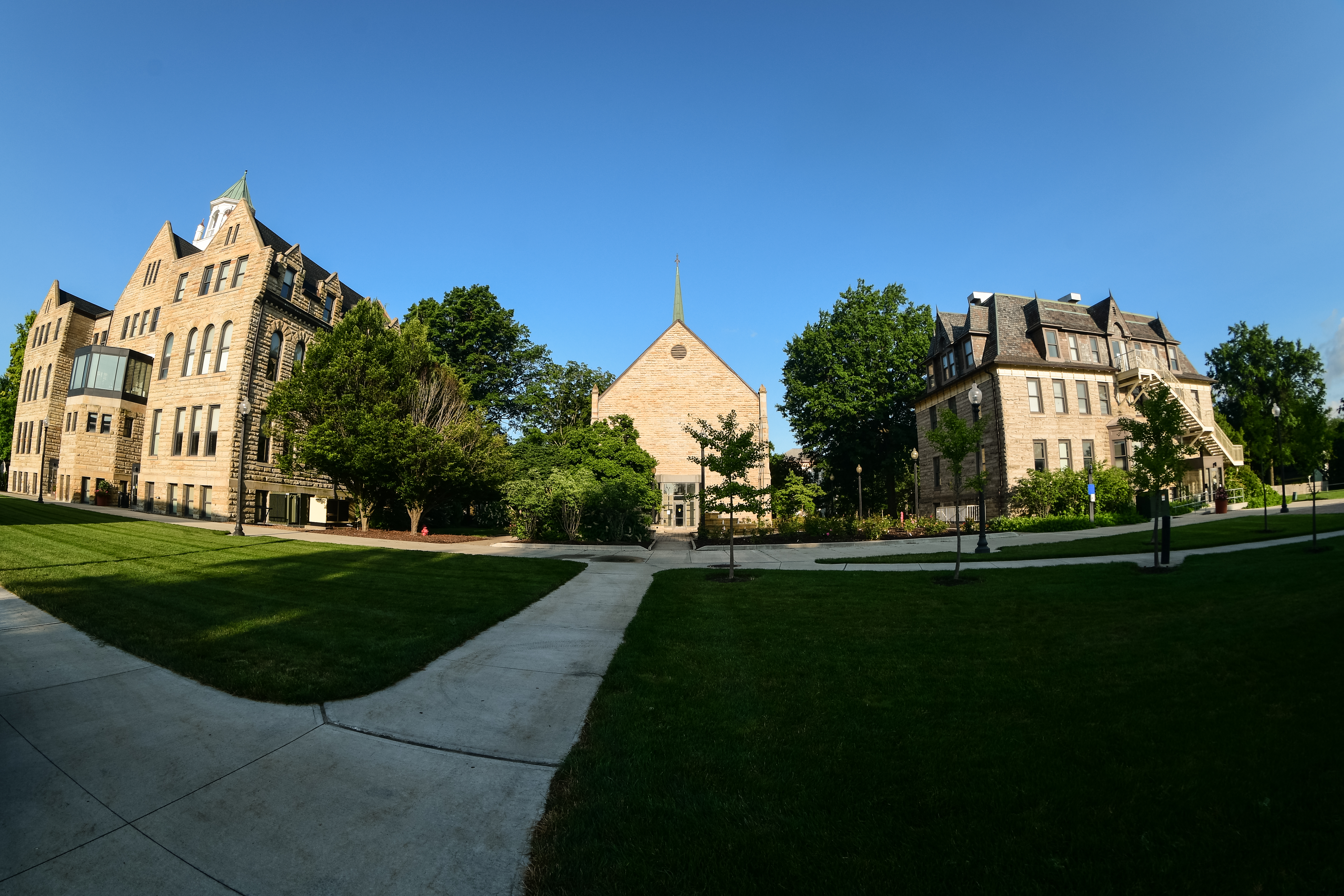
Einige Szenen entstanden an der Baldwin Wallace University in Berea, Ohio

Die Dreharbeiten wurden Ende Juni 2021 in der Gegend um Cleveland begonnen. Zu den Drehorten zählten unter anderem Wellington, Oberlin, Hiram und Canton in Ohio. Einige Szenen entstanden an der Baldwin Wallace University in Berea. Als Kameramann fungierte Lol Crawley, der davor für The Devil All the Time von Antonio Campos, Shadow Kingdom von Alma Har'el und The Humans von Stephen Karam tätig war. David Neumann arbeitete als Choreograf mit der Besetzung zusammen. Die Tanzsequenz wurde an zwei Tagen in einem leerstehenden Supermarkt in Ohio gedreht.
Für die Filmmusik wurde Danny Elfman verpflichtet. Der Singer-Songwriter James Murphy, ein Multiinstrumentalist und Frontmann von LCD Soundsystem, der auch an Baumbachs Greenberg und While We’re Young mitgewirkt hatte, steuerte das Stück New Body Rhumba bei, das Ende September 2022 von Columbia Records als Download veröffentlicht wurde. Der Regisseur hatte ihn gebeten, einen Song zu schreiben, wie er im Jahr 1985 geschrieben worden wäre. Es sollte ein eingängiger, lustiger Song über den Tod sein. Der Song findet in der Tanzszene am Ende des Films Verwendung und hat sich für eine Nominierung in der Kategorie Bester Song im Rahmen der Oscarverleihung 2023 qualifiziert, am Ende aber nicht gewonnen. Das Soundtrack-Album mit insgesamt 21 Musikstücken, darunter The Cloud Is Coming von Dean Wareham und Britta Phillips, wurde am 18. November 2022 von Netflix Music als Download veröffentlicht.

### Marketing und Veröffentlichung
Ein Teaser wurde Ende August 2022 veröffentlicht. Weißes Rauschen feierte am 31. August 2022 als Eröffnungsfilm der 79. Internationale Filmfestspiele von Venedig seine Premiere. Die Nordamerika-Premiere erfolgte einen Monat später als Eröffnungsfilm des New York Film Festivals. Ein regulärer Kinostart in den USA erfolgte am 25. November 2022, eine Streamingveröffentlichung am 30. Dezember 2022. Anfang Oktober 2022 wurde er beim London Film Festival vorgestellt. Ebenfalls im Oktober 2022 wurde er beim Tokyo International Film Festival und beim Busan International Film Festival vorgestellt. Zudem wurde er am 23. Oktober 2022 beim Chicago International Film Festival als Abschlussfilm gezeigt. Der Kinostart in Deutschland erfolgte am 8. Dezember 2022.

## Rezeption

### Altersfreigabe und Kritiken
In den USA erhielt der Film von der MPAA ein R-Rating, was einer Freigabe ab 17 Jahren entspricht. In Deutschland wurde der Film von der FSK ab 16 Jahren freigegeben. In der Freigabebegründung heißt es, der in einer Mischung aus Komödie und Drama inszenierte Film enthalte speziell zu Beginn, beim Auftreten der Wolke, mehrere bedrohliche Situationen. Jugendliche ab 16 Jahren seien jedoch aufgrund ihres Entwicklungsstands und ihrer Medienerfahrung in der Lage, diese Szenen und Verhaltensweisen kritisch zu hinterfragen. Auch die Anspielungen auf die Corona-Pandemie könnten von Zuschauenden ab 16 Jahren angemessen eingeordnet und kritisch verarbeitet werden.
Von den bei Rotten Tomatoes aufgeführten Kritiken sind 63 Prozent positiv bei einer durchschnittlichen Bewertung mit 6,5 von 10 möglichen Punkten. Auf der Website Metacritic erhielt Weißes Rauschen eine Metascore von 66 Prozent.

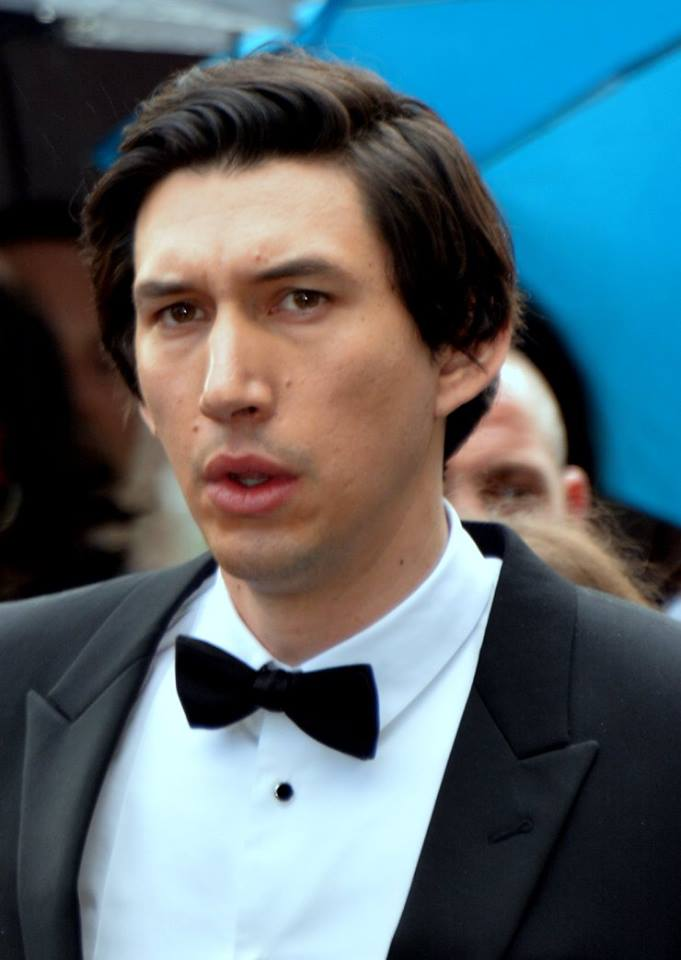
Adam Driver spielt den Hitler-Experten Jack Gladney

David Ehrlich von IndieWire gab dem Film die Schulnote „B“ (deutsches Schulsystem: 2) und hatte das Gefühl, eine zu originalgetreue Adaption von DeLillos großem amerikanischen Roman zu sehen. Nicht immer zu seinen Gunsten, changiere der Film zwischen „scheinbar brandneu und gleichzeitig allzu vertraut“. Dies sei „inspiriert und ärgerlich, als würde man gleichzeitig einen Ton und sein Echo hören“, so Ehrlich. Regisseur Baumbach eile durch die Romanhandlung und konzentriere sich mehr darauf, „zwischen dunkler Komödie und hellem Terror zu schwanken, als darauf, die Figuren kennenzulernen“. DeLillos Schreibstil wirke filmisch aufbereitet bei Baumbach „wie in eine Zwangsjacke gepresst“. Der Kritiker zeigte sich jedoch äußerst angetan vom „fantastischen“ Einsatz der visuellen Effekte, ein Novum für einen Baumbach-Film und zog Vergleiche zu Steven Spielbergs Krieg der Welten. Dieser Mittelteil sowie die erste und letzte Szene des Films würden am stärksten von der Literaturvorlage abweichen. Ehrlich kritisierte den 38-jährigen Hauptdarsteller Adam Driver als zu jung für den Part des 51-jährigen Jack Gladney. Greta Gerwig, die seine Ehefrau Babette spielt, erinnere aufgrund der Frisur an Julianne Moores Figur in Safe. Eine der Stärken von Weißes Rauschen sei es aber, dass Baumbach erkenne, wie wenig sich die Rolle der Gesellschaft auf der Suche nach Spektakel seit 1985 verändert habe. Auch pries Ehrlich Kostüme, Szenenbild und Beleuchtung, die in ihrem Neongrün an Wim Wenders’ Paris, Texas erinnern würden.
Anke Leweke von der Zeit lobte Weißes Rauschen bei seiner Premiere als irritierend gegenwärtigen Festivalauftakt. Wiederholt tauche das Romanzitat „Die Familie ist die Wiege der Fehlinformationen in der Welt“ im Film auf. „Diskret“ schwinge in Baumbachs Regiearbeit „die Überbietungslogik von Instagram und anderen sozialen Medien mit“. Auch seien durch Adam Drivers Figur aktuelle „populistische Strömungen“ zu erkennen, so Leweke. Permanent wechsle der Film „Genre und Tonlagen“. Weißes Rauschen sei zugleich „Katastrophenfilm, Actionkracher, Paranoiastudie, Szenen einer Ehe“. In Erinnerung blieb Leweke der Auftritt des deutschen Schauspielers Lars Eidinger als heruntergekommener Psychopharmakadealer. Sein „durchgeknalltes Grinsen“ beantworte „alle (oder fast alle) Fragen, die Baumbachs Film ‚en passant‘ aufwerfe“.
Owen Gleiberman von Variety bemerkte, dass der Roman White Noise 1985 veröffentlicht wurde und damals seiner Zeit weit voraus war. DeLillo habe Mitte der 1980er Jahre eine Fülle von Hinweisen auf die Welt, die im Entstehen begriffen war, gegeben. Michael Meyns bemerkt in seiner Kritik, White Noise spiele zwar im Jahr 1984, erzähle aber mindestens so viel über das zeitgenössische Amerika wie über die 1980er Jahre, die dank wunderbar detailreicher Ausstattung und Kostüme mit all ihren ästhetischen Abgründen zum Leben erwachten, inklusive haarsträubender Frisuren und einer Lust an exzessivem Konsum. Die Panik vor der Giftgaswolke erinnere umgekehrt an die Corona-Pandemie und die Flucht in Pillen an die Opium-Krise in den USA, was den ganzen Film zu einer Metapher über die Gegenwart werden lasse.
Andreas Kilb schrieb in der Frankfurter Allgemeinen Zeitung, hätte der Regisseur weniger Geld zur Verfügung gehabt, dann hätte er die Geschichte womöglich in einem Niemandsland zwischen Gestern und Heute angesiedelt, das der Gegenwart zum Verwechseln ähnlich gewesen wäre. Mit den Netflix-Dollars aber habe er die amerikanische Lebenswelt der 1980er Jahre penibel rekonstruieren lassen können: „Die Küchenmöbel, die Kantinengeschirre, die Familienautos, sie alle sind Spitzenleistungen der Requisite.“ Wie in James Grays Film Zeiten des Umbruchs blicke man in eine Glaskugel der Reagan-Jahre, die Kugel werde geschüttelt, die Schneeflocken fliegen, doch dann beruhige sich das weiße Rauschen wieder. Die Kollision eines Tanklasters mit einem Chemiezug habe Baumbach zwar aufwendig inszeniert, doch diese bleibe für die Geschichte ohne Bedeutung, sondern diene nur als Auslöser für die toxische Wolke, vor der die Menschen des halben Mittelwestens fliehen.
Lex Briscuso von SlashFilm schrieb, es gebe zwei klare und offensichtliche Themen in White Noise, von denen eines in diesem Sommer von einem großen Film (Nope) hervorgehoben wurde: natürlich der Tod und das Spektakel. Die Kombination aus Tod und Spektakel, die in diesem Eröffnungskonzept so offensichtlich zum Ausdruck komme, ziehe sich durch den ganzen Film und sei in jede Bewegung dieser Charaktere eingeflochten. Baumbachs Regie, gepaart mit Drivers und Gerwigs lustigen, aber ergreifenden Darbietungen trage dazu bei, dieses Kombinationskonzept zu etwas Greifbarem zu formen, das man nur schwerlich nicht direkt vor Augen hat: Wir gehen durch das Leben wie diese Charaktere, voller Angst vor dem Unbekannten, aber trotzdem verzweifelt bemüht, darin auf die eine oder andere Weise zu ertrinken. Allerdings sei der Film mit 136 Minuten ein bisschen lang.
Pete Hammond von Deadline.com schrieb, unter den perfekt gecasteten Kindern sei Sam Nivola in der Rolle von Heinrich ein Hingucker, während Don Cheadle jede Szene stehle, in der er vorkommt. Auch die großartige deutsche Schauspielerin Barbara Sukowa habe gegen Ende des Films einen Cameo-Auftritt, auf den es sich ebenfalls zu warten lohne.

### Abrufe
Nach seinem Start bei Netflix Ende Dezember 2022 erreichte Weißes Rauschen in der ersten Woche 31,5 Millionen Abrufstunden und stand damit auf Platz vier der englischsprachigen Filmcharts des Streamingdienstes.

### Auszeichnungen
Art Directors Guild Awards 2023
- Nominierung für das Beste Szenenbild eines Historienfilms (Jess Gonchor)[39]

Artios Awards 2023
- Nominierung für das Beste Casting in einer Big-Budget-Filmkomödie (Matthew Glasner)[40]

Camerimage 2022
- Nominierung für den Goldenen Frosch[41]

Critics’ Choice Movie Awards 2023
- Nominierung als Bestes Lied (New Body Rhumba – James Murphy, Nancy Whang & Patrick Mahoney)[42]

Golden Globe Awards 2023
- Nominierung als Bester Hauptdarsteller – Komödie oder Musical (Adam Driver)[43]

Hollywood Music In Media Awards 2022
- Nominierung in der Kategorie Original Song – Feature Film (New Body Rhumba, James Murphy, Nancy Whang und Patrick Mahoney)
- Nominierung für die Beste Filmmusik (Danny Elfman)[44]

Internationale Filmfestspiele von Venedig 2022
- Nominierung für den Goldenen Löwen (Noah Baumbach)
- Auszeichnung mit dem Green Drop Award

Online Film Critics Society Awards 2023
- Nominierung für das Beste adaptierte Drehbuch (Noah Baumbach)[45]

## Synchronisation
Die deutsche Synchronisation entstand nach einem Dialogbuch von Tobias Neumann und der Dialogregie von Christoph Cierpka im Auftrag der Interopa Film GmbH, Berlin.
| Darsteller         | Synchronsprecher  | Rolle                  |
| ------------------ | ----------------- | ---------------------- |
| Adam Driver        | Robert Glatzeder  | Prof. Jack Gladney     |
| Greta Gerwig       | Manja Doering     | Babette Gladney        |
| Don Cheadle        | Dietmar Wunder    | Prof. Murray Siskind   |
| Sam Gold           | Daniel Welbat     | Alfonse                |
| Raffey Cassidy     | Lana Finn Marti   | Denise                 |
| Kenneth Lonergan   | Thomas Schmuckert | Dr. Hookstratten       |
| Francis Jue        | Christian Gaul    | Dr. Lu                 |
| Danny Wolohan      | Thomas Wenke      | Dunlop                 |
| André Benjamin     | Milton Welsh      | Elliot Lasher          |
| Carlos Jacott      | Oliver Stritzel   | Grappa                 |
| Lars Eidinger      | Lars Eidinger     | Mr. Gray (Willie Mink) |
| Jodie Turner-Smith | Abak Safaei-Rad   | Winnie Richards        |
| Sam Nivola         | Bela Seidler      | Heinrich               |
| May Nivola         | Nina Berger       | Steffie                |